# Liriomyza solanita
Liriomyza solanita är en tvåvingeart som beskrevs av Spencer 1963. Liriomyza solanita ingår i släktet Liriomyza och familjen minerarflugor.
Artens utbredningsområde är Colombia. Inga underarter finns listade i Catalogue of Life.